# I. Vencel cseh fejedelem
I. Vencel fejedelem vagy Szent Vencel (csehül: Svatý Václav I.) (911 – 935. szeptember 28. k.) cseh fejedelem (kníže) volt 921-től haláláig. A csehek fő védőszentje; ünnepe szeptember 28-án van. 2000 óta ez a cseh államalapítás ünnepe is.

## Élete
Vencel I. Vratiszláv cseh fejedelem fia volt, a Přemysl-házból. Nagyapját, Bořivojt „a szlávok apostolainak” titulált Cirill és Metód keresztelte meg, így apját már kereszténynek nevelték. Anyja, Drahomira a havolan törzsi főnökének lánya volt, akit a házasságkötéshez kereszteltek meg.
921-ben, amikor Vencel tízéves volt, apja meghalt, ezért nagyanyja, szent Ludmilla vette pártfogásába. Drahomira rosszul viselte, hogy fiát kivonják befolyása alól, és összeveszett anyósával. Ludmilla a tetíni kastélyban, Beroun közelében keresett menedéket, de a nemeseket kereső Drahomira 921. szeptember 15-én elrendelte megfojtását. Egyes régi legendák szerint ezután megpróbálta Vencelt pogány vallására áttéríteni; mások szerint Drahomira maga is hívő keresztény volt — uralkodásáról kevés hiteles adat maradt.
935. szeptember 28-án egy csoport nemes szövetkezett Vencel öccsével, Boleszlávval a herceg meggyilkolására. Meghívták őt Stara Boleslavba Szent Kozma és Damján ünnepére, ahol a templomba tartó herceget Boleszláv négy cimborája (Tira, Tuža, Česta és Hněvsa ) meggyilkolta. Így lett Boleszláv a cseh fejedelem. A hagyomány szerint Vencel hűséges szolgája, Podiven megölte az egyik orgyilkost, ezért Boleszláv kivégeztette. Halála után maradványait a prágai Szent Vitus-székesegyházba szállították.

## Emlékezete
Róla nevezték el Prágában a Vencel teret.

## Egyéb
- Angol nyelvterületeken a Good King Wenceslas című karácsonyi dal tárgyaként ismert.